# Носенков Олександр Васильович
Олександр Васильович Носенков (квітень 1907, село Гламаздино Курської губернії, тепер Хомутовського району Курської області, Російська Федерація — ?) — радянський державний діяч, секретар ЦК КП Таджикистану, 2-й секретар Ленінградського міського комітету ВКП(б). Депутат Верховної ради РРФСР 3-го скликання. Депутат Верховної ради Таджицької РСР.

## Життєпис
Народився в селянській родині.
У 1922—1927 роках — сільськогосподарський робітник Гламаздинського радгоспу Курської губернії. У 1924 році вступив до комсомолу.
У 1927 році — секретар Гламаздинської сільської ради Хомутовського району Курської губернії.
У 1927—1928 роках — голова робітничого комітету Спілки сільськогосподарських і лісових робітників Гламаздинського радгоспу Курської губернії.
Член ВКП(б) з 1928 року.
У 1928—1929 роках — слухач крайових юридичних курсів у місті Ростові-на-Дону.
15 жовтня 1929 року призваний до Червоної армії. У 1929—1932 роках — червоноармієць, курсант, молодший командир 71-го дивізіону військ ОДПУ в місті Свердловську.
У 1932 році — штатний пропагандист партійного комітету Повноважного представництва ОДПУ по Уралу в місті Свердловську.
У 1932—1938 роках — студент електрохімічного факультету Уральського індустріального інституту імені Кірова в Свердловську, здобув спеціальність інженера-технолога та електрохіміка.
У 1938—1939 роках — аспірант Уральського індустріального інституту імені Кірова.
З 1939 по березень 1942 року — завідувач економічного відділу; заступник начальника Управління НКВС (в 1941 році НКДБ) по Свердловській області.
У березні 1942 — березні 1943 року — секретар Свердловського обласного комітету ВКП(б) з промисловості боєприпасів.
У березні 1943 — листопаді 1944 року — заступник секретаря Свердловського обласного комітету ВКП(б) з промисловості боєприпасів і озброєння — завідувач відділу промисловості боєприпасів і озброєння Свердловського обласного комітету ВКП(б).
У листопаді 1944 — липні 1947 року — заступник секретаря Свердловського обласного комітету ВКП(б) із кольорової металургії — завідувач відділу кольорової металургії Свердловського обласного комітету ВКП(б).
10 липня 1947 — 11 серпня 1948 року — інспектор Управління партійних кадрів Управління кадрів ЦК ВКП(б) у Москві.
11 серпня 1948 — 20 червня 1949 року — завідувач сектору МДБ (сектору кадрів органів МДБ) адміністративного відділу ЦК ВКП(б).
У липні 1949 — червні 1950 року — завідувач відділу партійних, профспілкових і комсомольських органів Ленінградського міського комітету ВКП(б).
У червні 1950 — 1 квітня 1953 року — 2-й секретар Ленінградського міського комітету ВКП(б).
З 1 квітня по грудень 1953 року — секретар Ленінградського міського комітету КПРС.
8 грудня 1953 — 8 квітня 1954 року — інспектор ЦК КПРС у Москві.
8 квітня 1954 — травень 1955 року — уповноважений ЦК КПРС по новостворених зернових радгоспах Новосибірської області РРФСР.
31 травня 1955 — січень 1958 року — секретар ЦК КП Таджикистану.
У серпні 1957 — червні 1958 року — слухач річних курсів перепідготовки секретарів обкомів при ЦК КПРС у Москві.
У червні 1958 — червні 1960 року — завідувач Територіальної групи Ради міністрів Російської РФСР по районах центральної нечорноземної зони.
У червні — жовтні 1960 року — секретар партійного комітету Ради міністрів РРФСР.
14 жовтня 1960 — 1 березня 1963 року — голова Державного комітету Ради міністрів РРФСР у справах місцевої промисловості та художніх промислів.
З 1 березня 1963 по жовтень 1965 року — начальник Головного управління побутового обслуговування населення при Раді міністрів РРФСР.
У жовтні 1965 — 1 грудня 1970 року — заступник міністра побутового обслуговування населення РРФСР.
З 1 грудня 1970 року — персональний пенсіонер союзного значення.
Подальша доля невідома.

## Звання
- старший лейтенант державної безпеки (22.09.1939)
- майор

## Нагороди і відзнаки
- орден Трудового Червоного Прапора (1957)
- орден Червоної Зірки (15.03.1943)
- орден «Знак Пошани» (31.12.1966)
- медаль «За перемогу над Німеччиною у Великій Вітчизняній війні 1941—1945 рр.» (1945)
- медаль «За доблесну працю у Великій Вітчизняній війні 1941—1945 рр.» (1945)
- медаль «За освоєння цілинних земель»
- медалі